# Frontera entre les Filipines i Palau
La frontera entre la república de Palau i les Filipines es completament marítima i es troba a l'oceà Pacífic.
Les reclamacions sobre aquestes zones econòmiques exclusives tenen el seu origen en la distància que separa la costa de Mindanao a la punta Pusan i l'illa Fanna amb Sonsorol, la més septentrional de les illes de Palau.
L'origen de la línia d'equidistància és el trifini entre Indonèsia, Palau i les Filipines; l'extrem septentrional de la línia d'equidistància està formada per la intersecció d'arcs amb un radi de 200 nm de les dues illes. Aquesta frontera no és objecte d'acord bilateral.